# Malephora smithii
Malephora smithii är en isörtsväxtart som först beskrevs av L. Bol., och fick sitt nu gällande namn av Franz Xaver von Hartmann. Malephora smithii ingår i släktet Malephora och familjen isörtsväxter. Inga underarter finns listade i Catalogue of Life.